# 莊冬昕
莊冬昕（Benedict Chong，1982年12月19日—），香港音樂創作人。2014 年，与著名音乐人邓智伟合作创办 Unleash Entertainment。曾为多位歌手制作歌曲，包括刘德华、李玟、张学友、陈奕迅、Twins、邓紫棋、林峰、萧敬腾、陈伟霆、飞轮海、张敬轩及吴建豪等等。他也為香港女歌手鄭融常用的快歌創作班底之一。
他創作2010 年上海世博会倒数纪念歌曲《微笑上海》及 2012 伦敦奥运中国加油主题曲《中国节拍震动世界》，由张学友演唱、郎朗弹奏。
他為林峯作曲的《Chok》於2011年奪得《十大勁歌金曲頒獎典禮》「金曲金獎」最高榮譽金曲獎項，備受外界質疑，張學友及林憶蓮表示未聽過《Chok》。

## 簡介

### 早期生活（2004年以前）
莊冬昕出生於英屬香港，自小熱愛音樂。莊冬昕7歲起與家人移民加拿大多倫多生活，主修藝術、音樂及唱片管理。

### 回港作曲及擔任歌曲監製（2005年-2010年）
回香港發展，曾為多個紅星作曲及擔任歌曲監製。擅於唱饒舌的他被形容有美國歌手Eminem的影子，被看好進軍幕前。

### 進軍幕前（2011年-）
莊冬昕於2011年8月簽約Neway Star，以藝名DEAL發表個人演唱作品。同時更發表新歌《It's A DEAL》。
於2012年中發布新歌《怪叔叔跳古怪舞》。

### 創辦Unleash Entertainment（2014年）
2014 年，莊冬昕與著名音樂人鄧智偉合作創辦Unleash Entertainment，

## 音樂專輯

### 個人專輯

#### 2012年
- 08月29日《KABOOM》（粵）
- 類型：EP
- 格式：CD
- 發行單位：Neway Star
- CD：

1. 怪叔叔跳古怪舞（Feat. 韋雄）
2. 食軟雪糕
3. 好想打比你（Feat. Crystal@HotCha）
4. Let Me Go
5. It's a DEAL
6. 蘭桂坊Party People（電影《喜愛夜蒲2》插曲）

## 派台歌曲紀錄
| 派台歌曲成績 | 派台歌曲成績   | 派台歌曲成績 | 派台歌曲成績 | 派台歌曲成績 | 派台歌曲成績 | 派台歌曲成績             |
| ------------ | -------------- | ------------ | ------------ | ------------ | ------------ | ------------------------ |
| 唱片         | 歌曲           | 903          | RTHK         | 997          | TVB          | 備註                     |
| 2011年       |                |              |              |              |              |                          |
| KaBoom       | It's A Deal    | -            | -            | 4            | -            |                          |
| 2012年       |                |              |              |              |              |                          |
| KaBoom       | 我想打比你     | -            | 12           | -            | 6            | Featuring Crystal@HotCha |
| KaBoom       | 怪叔叔跳古怪舞 | -            | -            | -            | -            | Featuring 韋雄           |
| 2015年       |                |              |              |              |              |                          |
|              | 今晚打老虎     | -            | -            | -            | -            |                          |
|              | YakKeaLa       | -            | -            | -            | -            |                          |

| 各台冠軍歌曲總數 | 各台冠軍歌曲總數 | 各台冠軍歌曲總數 | 各台冠軍歌曲總數 | 各台冠軍歌曲總數    |
| ---------------- | ---------------- | ---------------- | ---------------- | ------------------- |
| 903              | RTHK             | 997              | TVB              | 備註                |
| 0                | 0                | 0                | 0                | 四台冠軍歌曲總數：0 |

（*）代表歌曲仍在榜上

## YouTube片段
| 歌曲                               | 首播日期      | 附註 |
| ---------------------------------- | ------------- | --- |
| It's A Deal                        | 2011年8月29日 | N/A |
| 食軟雪糕（Music Cafe Live）        | 2012年1月16日 | 與韋雄、Fergus、陳少琪等等合作                                                                          |
| 我想打比你（feat. Crystal@HotCha） | 2012年2月28日 | 與Crystal@HotCha合作                                                                                    |
| 怪叔叔跳古怪舞（feat. 韋雄）       | 2012年7月26日 | 與韋雄、田雞、BOB、鄧智偉、Terry Chan、TIGE HUI、BWoo、Small Chung、Fergus、DY、葉澍暉、SuperGear等合作 |

## 未出碟歌曲
- 爆爆爆爆缸
- BB Don't Go
- 今晚打老虎
- YakKeaLa
- 俾錢啦
- 我今晚撞鬼

## 曾參與其他歌手的歌曲
- 2008年：《無謂情歌》- 鄭融 Featuring 莊冬昕、歐陽靖
- 2009年：《玩一轉》- Mini Featuring 莊冬昕
- 2010年：《如果 (Remix)》- 恭碩良 Featuring 莊冬昕、歐陽靖
- 2011年：《L.U.V.》- 陳偉霆 Featuring 莊冬昕

## 音樂作品

### 2005年
| - 鄭 融 - 擁躉（編） | - 劉日曦 - 北風（編） |

### 2006年
| - 李逸朗、蔣雅文 - 少女的祈禱（莊冬昕、Johnny Yim監） - 佘詩曼 - 星星的加冕（編） - 鄭 融 - Honey（編／趙增熹、陳少琪、莊冬昕監） - 鄭 融 - 踏出一步（曲／編／陳少琪、莊冬昕監） | - 鄭 融 - 半點（曲／編／莊冬昕、陳少琪監） - 鄭 融 - 一籮籮（編／陳少琪、莊冬昕監） - 鄭 融 - Honey（Bee Mix）（編／趙增熹、陳少琪、莊冬昕監） - 鄭 融 - Honey（Dark Rain Mix）（編／趙增熹、陳少琪、莊冬昕監） |

### 2007年
| - Twins - 連帶關係（編／陳少琪、莊冬昕監） - 林 峯、鍾嘉欣 - 心領（編） - 陳柏宇 - 車匙（編） - 陳柏宇 - 不等於（曲／編／陳少琪、莊冬昕監） - 廖碧兒 - 還用在意嗎（編） - 劉德華 - 玄之又玄（Johnny Yim、莊冬昕編） - 鄭 融 - 大女仔（編／莊冬昕、鄭融監） - 鄭 融 - 受夠（監） - 鄭 融 - Hey Girls（編／莊冬昕、鄭融監） | - 鄭 融 - 一生中一分鐘（監） - 鄭 融 - 不要怕（曲／編／監） - 鄭 融 - 花木蘭（編／陳少琪、莊冬昕監） - 鄭 融 - 大女仔（Combat Mix）（編／莊冬昕、鄭融監） - 鄭 融 - Me Vs Me（曲／編／監） - 鄭 融 - 東京百貨 - 鄭 融 - 愛的紋身 - 謝安琪 - The ROne & BOnly（韋景雲、莊冬昕、Johnny Yim編） - 關楚耀 - 高手（曲） |

### 2008年
| - Twins - Colour（曲／編／陳少琪、莊冬昕監） - HotCha - 了了（Yanagiman、莊冬昕監） - Twins - 送豬型鼠（莊冬昕、Johnny Yim編／莊冬昕監） - 林 峯 - Tonight（鄧智偉、莊冬昕曲／監／莊冬昕編） - 胡杏兒、王浩信 - 最難過今天（編） - 胡 琳 - 一個人（莊冬昕、Johnny Yim編） - 農 夫 - 歡天喜地（編） - 鄭希怡 - 你的不是我的（曲／編／監） - 鄭 融 - 健康教育（陳少琪、莊冬昕監） - 鄭 融 - 還（莊冬昕、鄧智偉監） | - 鄭 融 - 23（曲／編／監） - 鄭 融 - 問題少女（監） - 鄭 融 - 單數（編／監／林天愛、莊冬昕曲） - 鄭 融 - 60秒的夢（莊冬昕、韋景雲監） - 鄭 融 - Whatever Will Be（Johnny Yim、莊冬昕編／莊冬昕、鄭融監） - 鄭 融 Feat. 莊冬昕、歐陽靖 - 無謂情歌（曲／編／監） - 鄧麗欣 - 中華冷面（Johnny Yim、莊冬昕曲／編） - 關淑怡 - 山水（莊冬昕、Johnny Yim編／監） - 關淑怡 - 天規（曲／莊冬昕、Johnny Yim編／監） |

### 2009年
| - 吳卓羲、謝天華、陳鍵鋒 - 黑白變奏（編） - 佘詩曼 - 風車（編） - 林 峯 - Let's Get Wet（鄧智偉、莊冬昕曲／監／莊冬昕編） - 林 峯 - Illuson（鄧智偉、莊冬昕曲／監／莊冬昕編） - 梁詠琪 - abcdefGG（曲／編／陳少琪、莊冬昕監） - 劉德華、李 玟、林俊傑、張靚穎、羽 泉、陳綺貞、蕭敬騰 - 微笑上海（曲） - 鄭 融 - 借（監） - 鄭 融 - Go! 爭鞋（曲／編／監） - 鄭 融 - 請問（曲／編／監） - 張敬軒 - Yes & No（Johnny Yim、莊冬昕編） | - 郭晉安 - 追根究柢（編） - 鍾欣桐 - 生活在他方（陳少琪、莊冬昕監） - 鍾欣桐 Feat. 歐陽靖 - 心多（曲／編／莊冬昕、韋雄監） - 關淑怡 - 地盡頭（莊冬昕、Johnny Yim編／監） - 關淑怡 - 28日（莊冬昕、Johnny Yim編／監） - 關淑怡 - 山水 Remix（莊冬昕、Johnny Yim編／監） - 關淑怡 - 天規 Remix（曲／莊冬昕、Johnny Yim編／監） - 關淑怡 - 花鳥（莊冬昕、Johnny Yim編／監） - 徐子珊 - Hit Me（鄧智偉、莊冬昕曲／監／莊冬昕編） |

### 2010年
| - 林 峯 - Hello（鄧智偉、莊冬昕曲／編／監） - 林 峯 - Come 2 Me（鄧智偉、莊冬昕曲／編／監） - 林 峯 - Morning Cute（鄧智偉、莊冬昕曲／監／莊冬昕編） - 林 峯 - 定鏡（鄧智偉、莊冬昕監） - 林 峯 - Vampire（鄧智偉、莊冬昕曲／編／監） - 林 峯 - 同謀（鄧智偉、莊冬昕監） - 林 峯 、蔡卓妍 - 一直都在（鄧智偉、莊冬昕曲／編／監） - 林 峯 、蔡卓妍 - 一直都在（國）（鄧智偉、莊冬昕曲／編／監） - 郭富城 - 永遠愛不完（2010 X'mas Mix）（編） - 鄭融 - K歌之（曲／莊冬昕、Fergus Chow編／監） - 陳偉霆 - Get Up（曲／編／莊冬昕、韋雄監） | - 蔡卓妍 - 簡簡單單（陳少琪、莊冬昕監） - 鄧芷茵 - Love Me Hate Me（曲／編／莊冬昕、韋雄監） - 鍾欣潼 - 浪花上的人（曲／監） - 鍾欣潼 - 心靜自然強（監） - 鄧麗欣 - 花小姐（曲／編／監） - 鄧麗欣 - 我是..（編） - 黃宗澤 - 千金亂散（鄧智偉、莊冬昕曲／編／監） - 廖碧兒 - 依家有喜（鄧智偉、莊冬昕曲／莊冬昕編） - 歐陽靖、王祖藍 - 秋香怒點唐伯虎（鄧智偉、莊冬昕曲） - 巨聲一幫 - Super Voice（曲／編／夏至、莊冬昕詞／鄧智偉、莊冬昕監） - 林師傑 - 衣不稱身（曲／編／鄧智偉、莊冬昕監） |

### 2011年
| - Deal - It's A Deal（曲／編／監） - Deal - 食軟雪糕（曲／編／監） - 林 峯 - 再一次 One More Time（鄧智偉、莊冬昕曲／監／莊冬昕編） - 林 峯 - 太熱了 Oh No（鄧智偉、莊冬昕曲／監／莊冬昕編） - 林 峯 - 讓我愛你一小時（鄧智偉、陳少琪、莊冬昕監） - 林 峯 - 吻過吸血鬼（鄧智偉、莊冬昕曲／編／監） - 林 峯 - 愛在記憶中找你（國）（鄧智偉、莊冬昕監） - 林 峯 - 長假期（鄧智偉、莊冬昕監） - 林 峯 - CHOK（鄧智偉、莊冬昕曲／編／鄧智偉、陳少琪、莊冬昕監） - 林 峯 - Broken（鄧智偉、莊冬昕曲／編／監） - 林 峯 - Baby Lady（鄧智偉、莊冬昕曲／編／監） - 林 峯 - Light Up My Life（鄧智偉、莊冬昕曲／編／監） - 林 峯 - How Deep（鄧智偉、莊冬昕曲／編／監） - 林 峯 - 我很痛（鄧智偉、陳少琪、莊冬昕監） - HotCha - 姊妹同途（莊冬昕、韋雄監） - 李治廷、林欣彤 - I Love Hong Kong（鄧智偉、莊冬昕監） - 松岡李那 - 跟我來（莊冬昕、Fergus Chow監） | - Twins - Talk to Me（莊冬昕、王建威、Fergus Chow編） - Twins - 他不適合你（陳少琪、莊冬昕監） - 韋 雄 - 數碼回憶（陳少琪、韋雄、莊冬昕監） - 韋 雄 - 轉發天氣（莊冬昕、韋雄、Fergus Chow曲） - 韋 雄 - 別了北京（莊冬昕、韋雄、Fergus Chow曲） - 陳偉霆 - Get Some High（曲／編／監） - 陳偉霆 - L.U.V（曲／編／監） - 陳偉霆 - Baby Don't Cry（曲／編／監） - 陳偉霆 - Love U2（編／莊冬昕、韋雄監） - 陳偉霆 - Baby Don't Cry（國）（曲／編／監） - 曾路得 - 相處之道（鄧智偉、莊冬昕曲） - 鄭欣宜 - 12 Days of Christmas（莊冬昕、鄭欣宜、Fergus Chow詞／莊冬昕、Fergus Chow監） - 鄭欣宜 - 無人像我（莊冬昕、Fergus Chow監） - 鄭欣宜 - Adrenaline（莊冬昕、Fergus Chow監） - 鄭 融 - Mother Earth（莊冬昕、Fergus Chow編） - 鍾欣潼 - 你會幸福的（陳少琪、莊冬昕監） - 鍾嘉欣 - 得閒找你（莊冬昕、韋雄監） - 尹子維 - 瞬間、初夏（Dan the Automator、莊冬昕監） |

### 2012年
| - Deal - 怪叔叔跳古怪舞（曲／詞／編／監） - Deal - Let Me Go（曲／編／監） - Deal - LKF Party People（曲／詞／編／監） - Deal Feat. Crystal@HotCha - 我想打比你（曲／編／監） - 林 峯 - 同林（鄧智偉、莊冬昕監） - 陳奕迅 - 相信自己無限極（曲／編） - 容祖兒 - 2012百老滙廣告歌 – 出色（曲／編） - 張學友 - 中國節拍·震動世界 - 2012伦敦奧運加油（曲／杜自持、莊冬昕編） - 張靚穎 - 中國節拍·震動世界 - 2012伦敦奧運加油（曲／杜自持、莊冬昕編） | - 陳偉霆 - Pop It Up（莊冬昕、韋雄監） - 陳偉霆 - 愛你愛到上宇宙（莊冬昕、韋雄監） - 陳偉霆 - 一加零（莊冬昕、韋雄監） - 陳偉霆 - Move Back（莊冬昕、韋雄監） - 陳僖儀 - Let Me Find Love（曲／編／莊冬昕、韋雄監） - 陳僖儀 - 全景（莊冬昕、Fergus Chow、葉澍暉編） - HotCha - 2 Beautiful（曲／編／莊冬昕、韋雄監） - 尹子維 - Over You（恭碩良、Kelvin Avon、莊冬昕監） - 尹 光、杜汶澤 - 爛賭神君（鄧智偉、莊冬昕監） |

### 2013年
| - As One - 4ever（曲／莊冬昕、葉澍暉編） - As One - Catch Me Up（Re-mix Version）（莊冬昕、DJ Tige編） - J.Arie - 每一次都是你（鄧智偉、莊冬昕監） - 杜汶澤 - 超級經理人（莊冬昕、葉澍暉曲／莊冬昕監） - 狄易達 - Revolution（鄧智偉、莊冬昕曲／監／莊冬昕編） - 林 峯 - BB（鄧智偉、莊冬昕曲／編／林日曦、莊冬昕、林峯詞／鄧智偉、莊冬昕、林峯監） - 林 峯 - Nice（鄧智偉、莊冬昕曲／編／鄧智偉、莊冬昕、林峯監） - 林 峯 - Once Again（鄧智偉、莊冬昕曲／編／鄧智偉、莊冬昕、林峯監） | - 林 峯 - 也無風雨也無月（鄧智偉、莊冬昕監） - 林 峯 - 不負如來不負卿（鄧智偉、莊冬昕監） - 林 峯 - 心有靈犀（鄧智偉、莊冬昕監） - 張惠雅 - Get Back（曲／編／監） - 陳百祥 - 即刻變富豪（鄧智偉、莊冬昕曲／編／監） - 蔡俊濤 - 一點通（鄧智偉、莊冬昕監） - 鄭 融 - Live Like 18（曲／編／監） - 鄭 融 - 小玲瓏（曲／編／監） |

### 2014年
| - As One - Be With U（曲／編／監） - As One - New Girl（CLEF CREW、莊冬昕監） - J.Arie - 無永無遠（鄧智偉、莊冬昕監） | - 尹子維 - 無需想太多（莊冬昕、Tige Hui、韋雄監） - 尹子維 - 禮物（莊冬昕、Tige Hui監） - 尹子維 – 悲愛（莊冬昕、Tige Hui、韋雄監） |

### 2015年
| - 莊冬昕 - 今晚打老虎（曲／編／監） - 莊冬昕 - YakKeaLa（曲／編／監） | - 鄭 融 - 興趣班（鄧智偉、莊冬昕監） |

### 2018年
| - 林 峯、MC Jin - Reunion（鄧智偉、莊冬昕曲／編／監／鄧智偉、莊冬昕、MC Jin詞） | - 群星 - 共同家園（編曲及監製） |

### 2020年
| - 莫文蔚 - 呼吸有害（鄧智偉、莊冬昕監） |

### 2021年
| - 海俊傑 - 一切出門之後可能發生的事（曲／編／監） |

### 2022年
| - 葉泓聲 - Yes I do（曲／編／監） - 海俊傑 - 平行時空（曲／編／莊冬昕、顏培意監） | - 羅凱鈴 - 且行且珍惜（莊冬昕、葉澍暉監） |

### 2023年
| - 吳業坤、胡鴻鈞 - 友共情（監） | - 吳業坤、胡鴻鈞 - 只友情不變（監） |

### 2024年
| - G.Racie Feat. The Afroseas - GET DOWN（G.Racie、莊冬昕、衛蘭、衛詩、JNYBeatz曲／JNYBeatz、莊冬昕編／監） |

### 2025年
| - 松岡李那 - Sugar（莊冬昕、葉楓華、Azoom編／顏培意、莊冬昕、韋雄、葉楓華監） - 林 峯 Feat. Gareth.T - Not Done With U（曲／編／監） | - 陳浚霆 - 大個之後（莊冬昕、葉澍暉監） |

## 獎項

### 2011年
- 十大勁歌金曲頒獎典禮 - 最佳作曲獎：莊冬昕，鄧智偉《Chok》（林峯）
- 明報周刊 演藝動力大獎 - 最突出幕後音樂精英及最突出唱片：莊冬昕《有故事的人》（鄭欣宜）

## 有關文獻
1. ↑  . 蘋果日報.   [2012-01-10]. （原始内容存档于2019-02-04）.
2. ↑  . am730.   [2012-01-13]. （原始内容存档于2019-02-04）.

## 連結
- 莊冬昕微博 （页面存档备份，存于）
- dealersing.com 個人網頁
- Neway Star專頁
- Unleash Entertainment專頁 （页面存档备份，存于）